# Mary Parke
Mary Winifred Parke (geb. 23. März 1908 in Bootle; gest. 17. Juli 1989 in Plymouth) war eine britische Meeresbotanikerin und seit 1972 Fellow of the Royal Society (FRS). Ihr Spezialgebiet war das Studium der Algen (Phykologie).
Ihr botanisches Autorenkürzel lautet „Parke“.

## Wissenschaftliche Arbeit
Mary Parke leistete einen umfangreichen Beitrag zur Erforschung der Meeresalgen und veröffentlichte zahlreiche Artikel zu diesem Thema. Ihre Pionierarbeit zur Kultivierung von Algen im Labor wird als ihr wichtigster Beitrag angesehen. Sie entdeckte, dass der Flagellat Isochrysis galbana (Prymnesiophyceae) ideal für die Ernährung von Austernlarven geeignet ist. Kulturen dieser Art werden heute in der Fischzucht und in Forschungslabors auf der ganzen Welt verwendet. Immer wieder suchten Forscher und Fischzüchter auf der Suche nach Futter für Meerestiere wie Krabbenlarven oder Filtrierern wie Muscheln bei Parke nach Ratschlägen für die am besten geeigneten Algen und deren Passagierung (Subkultivierung).
Parke fertigte auch präzise Zeichnungen von Algen unter dem Lichtmikroskop an, und auch ihre Darstellungen von Algenstrukturen unter dem Elektronenmikroskop setzten einen neuen Standard auf diesem Gebiet.

## Biografie und berufliche Laufbahn
Mary Parke wurde am 23. März 1908 in Bootle unmittelbar nördlich von Liverpool in England geboren.
Während ihres Studiums der Botanik an der Universität Liverpool erhielt sie das Isaac-Roberts-Stipendium (englisch Isaac Roberts Scholarship) für Biologie. Sie schloss ihr Studium 1929 ab und promovierte 1932 (PhD), gefolgt von einem Doctor of Science (DSc) im Jahr 1950.
Parkes erste Veröffentlichung, Manx Algae (1931), hatte sie zusammen mit ihrer Doktorandin Margery Knight verfasst, sie wurde zu einem Standardwerk über Algen.
Während ihrer Zeit an der Forschungsstation für marine Biologie (Marine Biological Station) in Port Erin im Süden der Isle of Man („Manx“) führte Parke Forschungen über die kommerzielle Aufzucht und Fütterung von Austernlarven durch. Diese Forschungen führten zur Erstbeschreibung von Mikroorganismen wie der Alge Isochrysis galbana.
Ab den 1940er Jahren leitete Parke den Aufbau der Plymouth Culture Collection von Meeresalgen und veröffentlichte 1953 erstmals eine Bestimmungsliste mariner Algen (Check-List of Marine Algae).
Nach dem 2. Weltkrieg kehrte Parke zu ihrer Arbeit über Kleinstplankton zurück und veröffentlichte bahnbrechende Arbeiten zur Systematik von Flagellaten, etliche davon in Zusammenarbeit mit Irene Manton von der Universität Leeds.
1952 war Parke Gründungsmitglied der British Phycological Society, gab das British Phycological Bulletin (1967–1967) heraus und war von 1959 bis 1960 Präsidentin dieser Gesellschaft.
Zu ihren internationalen Auszeichnungen gehören die korrespondierende Mitgliedschaft in der Königlichen Botanischen Gesellschaft der Niederlande (Koninklijke Nederlandse Botanische Vereniging, 1970), die Mitgliedschaft in der Norwegischen Akademie der Wissenschaften und des Schrifttums (1971) und die Fellowship der Royal Society (1972). Darüber hinaus war sie Fellow des Institute of Biology und der Linnean Society und erhielt 1986 die Ehrendoktorwürde der Universität Liverpool.
Parke ging 1973 in den Ruhestand und starb 1989 nach kurzer Krankheit in Plymouth.
Zu ihre Ehren wurde die Algenart Chrysochromulina parkeae benannt, deren Bezeichnung inzwischen aber als ein Synonym für Braarudosphaera bigelowii gilt.

## Archiv
Parkes Archiv mit persönlichen und wissenschaftlichen Dokumenten wird von der National Marine Biological Library der Marine Biological Association of the United Kingdom in Plymouth aufbewahrt.

## Veröffentlichungen
- A preliminary check-list of British marine algae. In: Journal of the Marine Biological Association of the United Kingdom, Band 32, Nr. 2, Oktober 1953, S. 497 – 520; doi:10.1017/S0025315400014685, PDF (plymsea.ac.uk), Epub 11. Mai 2009 (englisch).
- A preliminary check-list of British marine algae. Corrections and additions 1953 – 1955. In: Phycological Bulletin I, Nr. 4, 1956, S. 26–31; doi:10.1080/00071615600650081 (englisch).
- A preliminary check-list of British marine algae. Corrections and additions. II In: Phycological Bulletin I, Nr. 5, 1957, S. 36–37 (englisch).
- A preliminary check-list of British marine algae. Corrections and additions. III In: Phycolgical Bulletin I, Nr. 7, 1959, S. 74 – 78; doi:10.1080/00071615900650121 (englisch).
- Some remarks concerning the class Chrysophyceae. In: British Phycological Bulletin II, 1961, S. 47–55; doi:10.1080/00071616100650021 (englisch).
- Electron microscope observations on scale-bearing Chrysophyceae. In: University of Toronto Press: Recent Advances in Botany, Section 3, 1961, S. 226–229 (englisch).
- Stages in life-histories of coccolithophorids. In: Rep. Challenger Society, Band 3, Nr. XIII, 1961, S. 30 (englisch).
- The genus Pachyspharea (Prasinophyceae). In: H. Barnes (Hrsg.): Some Studies in Marine Science, London 1966, S. 555–563 (englisch).
- mit Irene Adams: The motile (Crystallolithus hyalinus Gaarder & Markali) and non-motile phases in the life history of Coccolithus pelagicus (Wallich) Schiller. In: Journal of the Marine Biological Association of the United Kingdom, Band 39, Nr. 2, Juni 1960, S. 263–274; doi:10.1017/S002531540001331X, Epub 11. Mai 2009 (englisch).
- mit Irene Adams: The Pyramimonas-like motile stage Halosphaera viridis Schmitz. In: Bulletin of the Research Council of Israel, Band 10D, 1961, S. 94–100 (englisch).
- mit Dorothy Ballantine: A new marine dinoflagellate: Exuviaella mariaelebouriae n.sp. In: Journal of the Marine Biological Association of the United Kingdom (JMBA UK), Band 36, Nr. 3, November 1957/„1967“, S. 643–650; doi:10.1017/S002531540002590X, Epub 11. Mai 2009 (englisch).
- mit Peter S. Dixon: A revised check-list of British Marine Algae. In: Journal of the Marine Biological Association of the United Kingdom (JMBA UK), Band 44, 1964, S. 499–542; doi:10.1017/S0025315400024954, Epub 11. Mai 2009 (englisch).
- mit Peter S. Dixon: Check-list of British marine algae – second revision. In: Journal of Marine Biological Association United Kingdom (JMBA UK), Band 48, 1. Oktober 1968, S. 783–832; doi:10.1017/s0025315400019275, Epub 11. Mai 2009 (englisch).
- mit Peter S. Dixon: I. den Hartog-Adams: Three species of Halosphaera. In: Journal of Marine Biological Association United Kingdom (JMBA UK), Band 45, Nr. 2, Juni 1965, S. 537–557; doi:10.1017/S0025315400054990, Epub 11. Mai 2009 (englisch).
- mit John W. G. Lund („Lunde“), Irene Manton: Observations on the biology and fine structure of the type species of Chrysochromulina (C. parva Lackey) in the English Lake District. In: Archif für Mikrobiologie, Band 42, Dezember 1962, S. 333–352; doi:10.1007/BF00409070 (englisch).